# Tour de Ski 2015
Tour de Ski 2015 genomfördes den 3 till 11 januari 2015. Touren ingick i världscupen i längdåkning 2014/2015.
Detta var den nionde upplagan av Tour de Ski i ordningen. Det första loppet (prologen) kördes i Oberstdorf, Tyskland, och avslutningen skedde som vanligt i Val di Fiemme, Italien, där klättringen uppför slalombacken Alpe Cermis stod på programmet.
Regerande segrare från 2013/2014 var Therese Johaug, Norge, och Martin Johnsrud Sundby, också från Norge. 2015 års upplaga vanns av Marit Bjørgen, Norge, på damsidan och Petter Northug, (*) också från Norge, på herrsidan.
(*) Martin Johnsrud Sundby var först i mål efter klättringen, men då han i en tävling 2016 fick en otillåtet stor dos av astmamedicinen Ventoline (läkarna i det norska landslaget hade missuppfattat vad som var tillåtet och inte tillåtet av FIS), blev han av med segern som i stället gick till 2:an i loppet, Petter Northug.
Denna upplaga visade med all (o)önskvärd tydlighet hur överlägsna Norge är för närvarande, speciellt på damsidan: De tog samtliga pallplatser i de 7 loppen i tävlingen på damsidan (21 st):
Marit Bjørgen 7 (5-1-1) (Slutlig 1:a), Heidi Weng 7 (0-4-3) (Slutlig 3:a), Therese Johaug 5 (2-1-2) (Slutlig 2:a), Ragnhild Haga 1 (0-0-1) (Slutlig 4:a) och Ingvid Flugstad Östberg 1 (0-0-1) (Ställde inte upp i sista tävlingen). Dessutom var det norskt även på fjärdeplats i slutställningen.. 

Räknar man in även åktiderna i jaktstartsloppen så var det också norskt på de tre första platserna i alla lopp - med ett undantag. På 15 km fristil jaktstart lyckades finskan Laura Mononen klämma sig in som trea - en sekund (!) före fyran Therese Johaug.

## Tävlingsprogram
(K): Klassisk stil

(F): Fristil
| Datum      | Gren                                         | Plats         |
| ---------- | -------------------------------------------- | ------------- |
| 3 januari  | Herrar 4 kilometer intervallstart (F)        | Oberstdorf    |
| 3 januari  | Damer 3 kilometer intervallstart (F)         | Oberstdorf    |
| 4 januari  | Herrar 15 kilometer jaktstart (K)            | Oberstdorf    |
| 4 januari  | Damer 10 kilometer jaktstart (K)             | Oberstdorf    |
| 6 januari  | Herrar sprint (F)                            | Val Müstair   |
| 6 januari  | Damer sprint (F)                             | Val Müstair   |
| 7 januari  | Herrar 10 kilometer intervallstart (K)       | Toblach       |
| 7 januari  | Damer 5 kilometer intervallstart (K)         | Toblach       |
| 8 januari  | Herrar 25 kilometer jaktstart (F)            | Toblach       |
| 8 januari  | Damer 15 kilometer jaktstart (F)             | Toblach       |
| 10 januari | Herrar 15 kilometer masstart (K)             | Val di Fiemme |
| 10 januari | Damer 10 kilometer masstart (K)              | Val di Fiemme |
| 11 januari | Herrar 9 kilometer jaktstart (klättring) (F) | Val di Fiemme |
| 11 januari | Damer 9 kilometer jaktstart (klättring) (F)  | Val di Fiemme |

## Slutresultat Tour de Ski 2015
| Pl. | Namn                  | Tid       | VC-poäng |
| --- | --------------------- | --------- | -------- |
| 1   | Marit Bjørgen         | 2.34.44,6 | 400      |
| 2   | Therese Johaug        | +1.39,2   | 320      |
| 3   | Heidi Weng            | + 1.59,5  | 240      |
| 4   | Ragnhild Haga         | + 7.32,2  | 200      |
| 5   | Elizabeth Stephen     | + 7.41,8  | 180      |
| 6   | Eva Vrabcová-Nývltová | + 8.29,4  | 160      |
| 7   | Nicole Fessel         | + 8.55,8  | 144      |
| 8   | Denise Herrmann       | + 9.35,1  | 128      |
| 9   | Emma Wikén            | + 9.47,9  | 116      |
| 10  | Teresa Stadlober      | + 9.53,8  | 104      |

| Pl. | Namn                   | Tid       | VC-poäng |
| --- | ---------------------- | --------- | -------- |
| 1   | Martin Johnsrud Sundby | 3.26.42,9 | 400      |
| 2   | Petter Northug         | + 34,5    | 320      |
| 3   | Jevgenij Belov         | + 51,1    | 240      |
| 4   | Calle Halfvarsson      | + 1.04,2  | 200      |
| 5   | Dario Cologna          | + 2.06,6  | 180      |
| 6   | Roland Clara           | + 2.32,2  | 160      |
| 7   | Niklas Dyrhaug         | + 2.37,5  | 144      |
| 8   | Aleksej Poltoranin     | + 2.59,7  | 128      |
| 9   | Chris Jespersen        | + 3.09,3  | 116      |
| 10  | Maksim Vylegzjanin     | + 3.25,7  | 104      |

## Etapp 1
Oberstdorf, Tyskland – 3 januari 2015
| Pl. | Namn                     | Tid    | VC-poäng |
| --- | ------------------------ | ------ | -------- |
| 1   | Marit Bjørgen            | 7.53,0 | 50       |
| 2   | Heidi Weng               | + 10,7 | 46       |
| 3   | Ragnhild Haga            | + 12,2 | 43       |
| 4   | Therese Johaug           | + 13,2 | 40       |
| 5   | Nicole Fessel            | + 13,5 | 37       |
| 6   | Ingvild Flugstad Østberg | + 15,1 | 34       |
| 7   | Sadie Bjornsen           | + 19,0 | 32       |
| 8   | Elizabeth Stephen        | + 19,9 | 30       |
| 9   | Coraline Thomas Hugue    | + 20,0 | 28       |
| 10  | Justyna Kowalczyk        | + 20,3 | 26       |

| Pl. | Namn           | Tid    |
| --- | -------------- | ------ |
| 1   | Marit Bjørgen  | 7.38,0 |
| 2   | Heidi Weng     | + 15,7 |
| 3   | Ragnhild Haga  | + 22,2 |
| 4   | Therese Johaug | + 28,2 |
| 5   | Nicole Fessel  | + 28,5 |

| Pl. | Namn          | Sekunder |
| --- | ------------- | -------- |
| 1   | Marit Bjørgen | 15       |
| 2   | Heidi Weng    | 10       |
| 3   | Ragnhild Haga | 5        |

| Pl. | Namn           | Tid    |
| --- | -------------- | ------ |
| 1   | Marit Bjørgen  | 7.38,0 |
| 2   | Heidi Weng     | + 15,7 |
| 3   | Ragnhild Haga  | + 22,2 |
| 4   | Therese Johaug | + 28,2 |
| 5   | Nicole Fessel  | + 28,5 |

| Pl. | Namn          | Sekunder |
| --- | ------------- | -------- |
| 1   | Marit Bjørgen | 15       |
| 2   | Heidi Weng    | 10       |
| 3   | Ragnhild Haga | 5        |

| Pl. | Namn                   | Tid    | VC-poäng |
| --- | ---------------------- | ------ | -------- |
| 1   | Dario Cologna          | 9.54,2 | 50       |
| 2   | Calle Halfvarsson      | + 5,0  | 46       |
| 3   | Petter Northug         | + 5,5  | 43       |
| 4   | Ilja Tjernousov        | + 7,0  | 40       |
| 5   | Marcus Hellner         | + 8,2  | 37       |
| 6   | Jevgenij Belov         | + 8,5  | 34       |
| 7   | Andrej Larkov          | + 9,0  | 32       |
| 8   | Jonas Baumann          | + 11,6 | 30       |
| 9   | Maurice Manificat      | + 11,8 | 28       |
| 10  | Martin Johnsrud Sundby | + 11,9 | 26       |

| Pl. | Namn              | Tid    |
| --- | ----------------- | ------ |
| 1   | Dario Cologna     | 9.39,2 |
| 2   | Calle Halfvarsson | + 10,0 |
| 3   | Petter Northug    | + 15,5 |
| 4   | Ilja Tjernousov   | + 22,0 |
| 5   | Marcus Hellner    | + 23,2 |

| Pl. | Namn              | Sekunder |
| --- | ----------------- | -------- |
| 1   | Dario Cologna     | 15       |
| 2   | Calle Halfvarsson | 10       |
| 3   | Petter Northug    | 5        |

| Pl. | Namn              | Tid    |
| --- | ----------------- | ------ |
| 1   | Dario Cologna     | 9.39,2 |
| 2   | Calle Halfvarsson | + 10,0 |
| 3   | Petter Northug    | + 15,5 |
| 4   | Ilja Tjernousov   | + 22,0 |
| 5   | Marcus Hellner    | + 23,2 |

| Pl. | Namn              | Sekunder |
| --- | ----------------- | -------- |
| 1   | Dario Cologna     | 15       |
| 2   | Calle Halfvarsson | 10       |
| 3   | Petter Northug    | 5        |

## Etapp 2
Oberstdorf, Tyskland – 4 januari 2015
| Pl. | Namn                     | Tid      | VC-poäng |
| --- | ------------------------ | -------- | -------- |
| 1   | Marit Bjørgen            | 29.27,6  | 50       |
| 2   | Heidi Weng               | + 56,2   | 46       |
| 3   | Therese Johaug           | + 56,8   | 43       |
| 4   | Stina Nilsson            | + 1.33,5 | 40       |
| 5   | Nicole Fessel            | + 1.37,7 | 37       |
| 6   | Justyna Kowalczyk        | + 1.39,6 | 34       |
| 7   | Emma Wikén               | + 1.41,8 | 32       |
| 8   | Alevtina Tanygina        | + 1.45,3 | 30       |
| 9   | Ingvild Flugstad Østberg | + 1.46,3 | 28       |
| 10  | Ragnhild Haga            | + 1.47,3 | 26       |

| Pl. | Namn           | Tid     |
| --- | -------------- | ------- |
| 1   | Marit Bjørgen  | 29.27,6 |
| 2   | Therese Johaug | + 28,6  |
| 3   | Heidi Weng     | + 40,5  |
| 4   | Stina Nilsson  | + 50,9  |
| 5   | Emma Wikén     | + 53,8  |

| Pl. | Namn           | Tid      |
| --- | -------------- | -------- |
| 1   | Marit Bjørgen  | 36.50,6  |
| 2   | Heidi Weng     | + 1.01,2 |
| 3   | Therese Johaug | + 1.06,8 |
| 4   | Stina Nilsson  | + 1.48,5 |
| 5   | Nicole Fessel  | + 1.52,7 |

| Pl. | Namn           | Sekunder |
| --- | -------------- | -------- |
| 1   | Marit Bjørgen  | 30       |
| 2   | Heidi Weng     | 20       |
| 3   | Therese Johaug | 5        |
| 4   | Ragnhild Haga  | 5        |

| Pl. | Namn           | Tid      |
| --- | -------------- | -------- |
| 1   | Marit Bjørgen  | 36.50,6  |
| 2   | Heidi Weng     | + 1.01,2 |
| 3   | Therese Johaug | + 1.06,8 |
| 4   | Stina Nilsson  | + 1.48,5 |
| 5   | Nicole Fessel  | + 1.52,7 |

| Pl. | Namn           | Sekunder |
| --- | -------------- | -------- |
| 1   | Marit Bjørgen  | 30       |
| 2   | Heidi Weng     | 20       |
| 3   | Therese Johaug | 5        |
| 4   | Ragnhild Haga  | 5        |

| Pl. | Namn                   | Tid     | VC-poäng |
| --- | ---------------------- | ------- | -------- |
| 1   | Petter Northug         | 42.01,2 | 50       |
| 2   | Alex Harvey            | + 0,6   | 46       |
| 3   | Calle Halfvarsson      | + 0,8   | 43       |
| 4   | Niklas Dyrhaug         | + 2,0   | 40       |
| 5   | Aleksej Poltoranin     | + 2,1   | 37       |
| 6   | Dario Cologna          | + 2,3   | 34       |
| 7   | Francesco De Fabiani   | + 3,4   | 32       |
| 8   | Martin Johnsrud Sundby | + 3,8   | 30       |
| 9   | Marcus Hellner         | + 5,2   | 28       |
| 10  | Dietmar Nöckler        | + 6,5   | 26       |

| Pl. | Namn                 | Tid     |
| --- | -------------------- | ------- |
| 1   | Francesco De Fabiani | 41.13,1 |
| 2   | Dietmar Nöckler      | + 4,9   |
| 3   | Daniel Richardsson   | + 14,4  |
| 4   | Aleksej Poltoranin   | + 15,8  |
| 5   | Iivo Niskanen        | + 17,3  |

| Pl. | Namn               | Tid     |
| --- | ------------------ | ------- |
| 1   | Petter Northug     | 51.25,4 |
| 2   | Alex Harvey        | + 5,6   |
| 3   | Calle Halfvarsson  | + 10,8  |
| 4   | Niklas Dyrhaug     | + 17,0  |
| 5   | Aleksej Poltoranin | + 17,1  |

| Pl. | Namn              | Sekunder |
| --- | ----------------- | -------- |
| 1   | Petter Northug    | 20       |
| 2   | Dario Cologna     | 15       |
| 3   | Calle Halfvarsson | 15       |
| 4   | Alex Harvey       | 10       |

| Pl. | Namn               | Tid     |
| --- | ------------------ | ------- |
| 1   | Petter Northug     | 51.25,4 |
| 2   | Alex Harvey        | + 5,6   |
| 3   | Calle Halfvarsson  | + 10,8  |
| 4   | Niklas Dyrhaug     | + 17,0  |
| 5   | Aleksej Poltoranin | + 17,1  |

| Pl. | Namn              | Sekunder |
| --- | ----------------- | -------- |
| 1   | Petter Northug    | 20       |
| 2   | Dario Cologna     | 15       |
| 3   | Calle Halfvarsson | 15       |
| 4   | Alex Harvey       | 10       |

## Etapp 3
Val Müstair, Schweiz – 6 januari 2015
| Pl. | Namn                     | Finaltid | VC-poäng |
| --- | ------------------------ | -------- | -------- |
| 1   | Marit Bjørgen            | 3.37,73  | 50       |
| 2   | Heidi Weng               | + 1,97   | 46       |
| 3   | Ingvild Flugstad Østberg | + 2,41   | 43       |
| 4   | Stina Nilsson            | + 6,40   | 40       |
| 5   | Maiken Caspersen Falla   | + 7,74   | 37       |
| 6   | Laurien van der Graaff   | + 27,71  | 34       |
| 7   | Sophie Caldwell          | –        | 32       |
| 8   | Gaia Vuerich             | –        | 30       |
| 9   | Jevgenija Sjapovalova    | –        | 28       |
| 10  | Kikkan Randall           | –        | 26       |

| Pl. | Namn                     | Tid      |
| --- | ------------------------ | -------- |
| 1   | Marit Bjørgen            | 39.29,2  |
| 2   | Heidi Weng               | + 1.11,2 |
| 3   | Therese Johaug           | + 2.00,7 |
| 4   | Stina Nilsson            | + 2.09,4 |
| 5   | Ingvild Flugstad Østberg | + 2.10,2 |

| Pl. | Namn                     | Sekunder |
| --- | ------------------------ | -------- |
| 1   | Marit Bjørgen            | 90       |
| 2   | Heidi Weng               | 76       |
| 3   | Ingvild Flugstad Østberg | 52       |
| 4   | Stina Nilsson            | 48       |
| 5   | Maiken Caspersen Falla   | 44       |

| Pl. | Namn                     | Tid      |
| --- | ------------------------ | -------- |
| 1   | Marit Bjørgen            | 39.29,2  |
| 2   | Heidi Weng               | + 1.11,2 |
| 3   | Therese Johaug           | + 2.00,7 |
| 4   | Stina Nilsson            | + 2.09,4 |
| 5   | Ingvild Flugstad Østberg | + 2.10,2 |

| Pl. | Namn                     | Sekunder |
| --- | ------------------------ | -------- |
| 1   | Marit Bjørgen            | 90       |
| 2   | Heidi Weng               | 76       |
| 3   | Ingvild Flugstad Østberg | 52       |
| 4   | Stina Nilsson            | 48       |
| 5   | Maiken Caspersen Falla   | 44       |

| Pl. | Namn                   | Finaltid | VC-poäng |
| --- | ---------------------- | -------- | -------- |
| 1   | Federico Pellegrino    | 3.13,65  | 50       |
| 2   | Petter Northug         | + 0,18   | 46       |
| 3   | Martin Johnsrud Sundby | + 0,19   | 43       |
| 4   | Jevgenij Belov         | + 2,33   | 40       |
| 5   | Ilja Tjernousov        | + 6,07   | 37       |
| 6   | Calle Halfvarsson      | + 15,05  | 34       |
| 7   | Maciej Staręga         | –        | 32       |
| 8   | Simeon Hamilton        | –        | 30       |
| 9   | Bernhard Tritscher     | –        | 28       |
| 10  | Dušan Kožíšek          | –        | 26       |

| Pl. | Namn                   | Tid     |
| --- | ---------------------- | ------- |
| 1   | Petter Northug         | 53.40,0 |
| 2   | Martin Johnsrud Sundby | + 25,1  |
| 3   | Calle Halfvarsson      | + 27,0  |
| 4   | Jevgenij Belov         | + 38,7  |
| 5   | Alex Harvey            | + 54,2  |

| Pl. | Namn                   | Sekunder |
| --- | ---------------------- | -------- |
| 1   | Petter Northug         | 76       |
| 2   | Federico Pellegrino    | 60       |
| 3   | Calle Halfvarsson      | 57       |
| 4   | Martin Johnsrud Sundby | 52       |
| 5   | Jevgenij Belov         | 48       |

| Pl. | Namn                   | Tid     |
| --- | ---------------------- | ------- |
| 1   | Petter Northug         | 53.40,0 |
| 2   | Martin Johnsrud Sundby | + 25,1  |
| 3   | Calle Halfvarsson      | + 27,0  |
| 4   | Jevgenij Belov         | + 38,7  |
| 5   | Alex Harvey            | + 54,2  |

| Pl. | Namn                   | Sekunder |
| --- | ---------------------- | -------- |
| 1   | Petter Northug         | 76       |
| 2   | Federico Pellegrino    | 60       |
| 3   | Calle Halfvarsson      | 57       |
| 4   | Martin Johnsrud Sundby | 52       |
| 5   | Jevgenij Belov         | 48       |

## Etapp 4
Toblach, Italien – 7 januari 2015
| Pl. | Namn                     | Tid     | VC-poäng |
| --- | ------------------------ | ------- | -------- |
| 1   | Marit Bjørgen            | 12.48,5 | 50       |
| 2   | Therese Johaug           | + 10,8  | 46       |
| 3   | Heidi Weng               | + 13,1  | 43       |
| 4   | Emma Wikén               | + 13,8  | 40       |
| 5   | Justyna Kowalczyk        | + 17,6  | 37       |
| 6   | Anne Kyllönen            | + 19,8  | 34       |
| 7   | Jevgenija Sjapovalova    | + 21,1  | 32       |
| 8   | Sadie Bjornsen           | + 22,7  | 30       |
| 9   | Ingvild Flugstad Østberg | + 26,1  | 28       |
| 10  | Anna Haag                | + 31,6  | 26       |

| Pl. | Namn                     | Tid      |
| --- | ------------------------ | -------- |
| 1   | Marit Bjørgen            | 52.02,7  |
| 2   | Heidi Weng               | + 1.34,3 |
| 3   | Therese Johaug           | + 2.16,5 |
| 4   | Ingvild Flugstad Østberg | + 2.51,3 |
| 5   | Justyna Kowalczyk        | + 3.24,8 |

| Pl. | Namn                     | Sekunder |
| --- | ------------------------ | -------- |
| 1   | Marit Bjørgen            | 105      |
| 2   | Heidi Weng               | 81       |
| 3   | Ingvild Flugstad Østberg | 52       |
| 4   | Sophie Caldwell          | 40       |
| 5   | Gaia Vuerich             | 38       |

| Pl. | Namn                     | Tid      |
| --- | ------------------------ | -------- |
| 1   | Marit Bjørgen            | 52.02,7  |
| 2   | Heidi Weng               | + 1.34,3 |
| 3   | Therese Johaug           | + 2.16,5 |
| 4   | Ingvild Flugstad Østberg | + 2.51,3 |
| 5   | Justyna Kowalczyk        | + 3.24,8 |

| Pl. | Namn                     | Sekunder |
| --- | ------------------------ | -------- |
| 1   | Marit Bjørgen            | 105      |
| 2   | Heidi Weng               | 81       |
| 3   | Ingvild Flugstad Østberg | 52       |
| 4   | Sophie Caldwell          | 40       |
| 5   | Gaia Vuerich             | 38       |

| Pl. | Namn                   | Tid     | VC-poäng |
| --- | ---------------------- | ------- | -------- |
| 1   | Aleksej Poltoranin     | 22.51,8 | 50       |
| 2   | Jevgenij Belov         | + 0,5   | 46       |
| 3   | Martin Johnsrud Sundby | + 4,2   | 43       |
| 4   | Calle Halfvarsson      | + 9,4   | 40       |
| 5   | Dario Cologna          | + 14,3  | 37       |
| 6   | Daniel Richardsson     | + 20,4  | 34       |
| 7   | Petter Northug         | + 22,8  | 32       |
| 8   | Niklas Dyrhaug         | + 23,4  | 30       |
| 9   | Eldar Rønning          | + 26,3  | 28       |
| 10  | Iivo Niskanen          | + 26,5  | 26       |

| Pl. | Namn                   | Tid       |
| --- | ---------------------- | --------- |
| 1   | Petter Northug         | 1.16.54,6 |
| 2   | Martin Johnsrud Sundby | + 1,5     |
| 3   | Jevgenij Belov         | + 6,4     |
| 4   | Calle Halfvarsson      | + 13,6    |
| 5   | Aleksej Poltoranin     | + 26,5    |

| Pl. | Namn                   | Sekunder |
| --- | ---------------------- | -------- |
| 1   | Petter Northug         | 76       |
| 2   | Federico Pellegrino    | 60       |
| 3   | Jevgenij Belov         | 58       |
| 4   | Calle Halfvarsson      | 57       |
| 5   | Martin Johnsrud Sundby | 57       |

| Pl. | Namn                   | Tid       |
| --- | ---------------------- | --------- |
| 1   | Petter Northug         | 1.16.54,6 |
| 2   | Martin Johnsrud Sundby | + 1,5     |
| 3   | Jevgenij Belov         | + 6,4     |
| 4   | Calle Halfvarsson      | + 13,6    |
| 5   | Aleksej Poltoranin     | + 26,5    |

| Pl. | Namn                   | Sekunder |
| --- | ---------------------- | -------- |
| 1   | Petter Northug         | 76       |
| 2   | Federico Pellegrino    | 60       |
| 3   | Jevgenij Belov         | 58       |
| 4   | Calle Halfvarsson      | 57       |
| 5   | Martin Johnsrud Sundby | 57       |

## Etapp 5
Toblach, Italien – 8 januari 2015
| Pl. | Namn              | Tid      | VC-poäng |
| --- | ----------------- | -------- | -------- |
| 1   | Marit Bjørgen     | 36.37,9  | 50       |
| 2   | Heidi Weng        | + 1.58,8 | 46       |
| 3   | Therese Johaug    | + 2.51,4 | 43       |
| 4   | Emma Wikén        | + 4.20,4 | 40       |
| 5   | Ragnhild Haga     | + 4.23,7 | 37       |
| 6   | Justyna Kowalczyk | + 4.46,7 | 34       |
| 7   | Anna Haag         | + 4.48,7 | 32       |
| 8   | Nicole Fessel     | + 4.48,7 | 30       |
| 9   | Denise Herrmann   | + 5.16,0 | 28       |
| 10  | Laura Mononen     | + 5.26,9 | 26       |

| Pl. | Namn           | Tid     |
| --- | -------------- | ------- |
| 1   | Marit Bjørgen  | 36.37,9 |
| 2   | Heidi Weng     | + 24,5  |
| 3   | Laura Mononen  | + 33,9  |
| 4   | Therese Johaug | + 34,9  |
| 5   | Ragnhild Haga  | + 40,5  |

| Pl. | Namn           | Tid       |
| --- | -------------- | --------- |
| 1   | Marit Bjørgen  | 1.28.25,6 |
| 2   | Heidi Weng     | + 2.03,8  |
| 3   | Therese Johaug | + 3.01,4  |
| 4   | Emma Wikén     | + 4.35,4  |
| 5   | Ragnhild Haga  | + 4.38,7  |

| Pl. | Namn                  | Sekunder |
| --- | --------------------- | -------- |
| 1   | Marit Bjørgen         | 120      |
| 2   | Heidi Weng            | 91       |
| 3   | Therese Johaug        | 37       |
| 4   | Jevgenija Sjapovalova | 36       |
| 5   | Ragnhild Haga         | 35       |

| Pl. | Namn           | Tid       |
| --- | -------------- | --------- |
| 1   | Marit Bjørgen  | 1.28.25,6 |
| 2   | Heidi Weng     | + 2.03,8  |
| 3   | Therese Johaug | + 3.01,4  |
| 4   | Emma Wikén     | + 4.35,4  |
| 5   | Ragnhild Haga  | + 4.38,7  |

| Pl. | Namn                  | Sekunder |
| --- | --------------------- | -------- |
| 1   | Marit Bjørgen         | 120      |
| 2   | Heidi Weng            | 91       |
| 3   | Therese Johaug        | 37       |
| 4   | Jevgenija Sjapovalova | 36       |
| 5   | Ragnhild Haga         | 35       |

| Pl. | Namn                   | Tid      | VC-poäng |
| --- | ---------------------- | -------- | -------- |
| 1   | Petter Northug         | 53.56,9  | 50       |
| 2   | Calle Halfvarsson      | + 2,0    | 46       |
| 3   | Martin Johnsrud Sundby | + 2,2    | 43       |
| 4   | Jevgenij Belov         | + 2,4    | 40       |
| 5   | Niklas Dyrhaug         | + 1.45,9 | 37       |
| 6   | Alex Harvey            | + 1.46,0 | 34       |
| 7   | Dario Cologna          | + 1.46,4 | 32       |
| 8   | Aleksej Poltoranin     | + 1.49,1 | 30       |
| 9   | Daniel Richardsson     | + 1.51,0 | 28       |
| 10  | Maksim Vylegzjanin     | + 2.08,3 | 26       |

| Pl. | Namn              | Tid     |
| --- | ----------------- | ------- |
| 1   | Andrew Musgrave   | 53.29,3 |
| 2   | Maurice Manificat | + 7,3   |
| 3   | Roland Clara      | + 15,3  |
| 4   | Calle Halfvarsson | + 16,0  |
| 5   | Jevgenij Belov    | + 23,6  |

| Pl. | Namn                   | Tid       |
| --- | ---------------------- | --------- |
| 1   | Petter Northug         | 2.10.36,5 |
| 2   | Calle Halfvarsson      | + 7,0     |
| 3   | Martin Johnsrud Sundby | + 12,2    |
| 4   | Jevgenij Belov         | + 17,4    |
| 5   | Niklas Dyrhaug         | + 2.00,9  |

| Pl. | Namn                   | Sekunder |
| --- | ---------------------- | -------- |
| 1   | Petter Northug         | 91       |
| 2   | Calle Halfvarsson      | 67       |
| 3   | Martin Johnsrud Sundby | 62       |
| 4   | Jevgenij Belov         | 58       |
| 5   | Ilja Tjernousov        | 44       |

| Pl. | Namn                   | Tid       |
| --- | ---------------------- | --------- |
| 1   | Petter Northug         | 2.10.36,5 |
| 2   | Calle Halfvarsson      | + 7,0     |
| 3   | Martin Johnsrud Sundby | + 12,2    |
| 4   | Jevgenij Belov         | + 17,4    |
| 5   | Niklas Dyrhaug         | + 2.00,9  |

| Pl. | Namn                   | Sekunder |
| --- | ---------------------- | -------- |
| 1   | Petter Northug         | 91       |
| 2   | Calle Halfvarsson      | 67       |
| 3   | Martin Johnsrud Sundby | 62       |
| 4   | Jevgenij Belov         | 58       |
| 5   | Ilja Tjernousov        | 44       |

## Etapp 6
Val di Fiemme, Italien – 10 januari 2015
| Pl. | Namn                  | Tid      | VC-poäng |
| --- | --------------------- | -------- | -------- |
| 1   | Therese Johaug        | 33.10,4  | 50       |
| 2   | Marit Bjørgen         | + 1,1    | 46       |
| 3   | Heidi Weng            | + 5,5    | 43       |
| 4   | Aino-Kaisa Saarinen   | + 1.13,1 | 40       |
| 5   | Elizabeth Stephen     | + 1.39,6 | 37       |
| 6   | Teresa Stadlober      | + 1.40,9 | 34       |
| 7   | Justyna Kowalczyk     | + 1.47,2 | 32       |
| 8   | Eva Vrabcová-Nývltová | + 1.47,7 | 30       |
| 9   | Ragnhild Haga         | + 1.50,5 | 28       |
| 10  | Denise Herrmann       | + 2.01,3 | 26       |

| Pl. | Namn              | Tid       |
| --- | ----------------- | --------- |
| 1   | Marit Bjørgen     | 2.01.17,1 |
| 2   | Heidi Weng        | + 2.11,2  |
| 3   | Therese Johaug    | + 2.50,3  |
| 4   | Ragnhild Haga     | + 6.47,1  |
| 5   | Justyna Kowalczyk | + 7.02,8  |

| Pl. | Namn                  | Sekunder |
| --- | --------------------- | -------- |
| 1   | Marit Bjørgen         | 140      |
| 2   | Heidi Weng            | 108      |
| 3   | Therese Johaug        | 67       |
| 4   | Ragnhild Haga         | 36       |
| 5   | Jevgenija Sjapovalova | 36       |

| Pl. | Namn              | Tid       |
| --- | ----------------- | --------- |
| 1   | Marit Bjørgen     | 2.01.17,1 |
| 2   | Heidi Weng        | + 2.11,2  |
| 3   | Therese Johaug    | + 2.50,3  |
| 4   | Ragnhild Haga     | + 6.47,1  |
| 5   | Justyna Kowalczyk | + 7.02,8  |

| Pl. | Namn                  | Sekunder |
| --- | --------------------- | -------- |
| 1   | Marit Bjørgen         | 140      |
| 2   | Heidi Weng            | 108      |
| 3   | Therese Johaug        | 67       |
| 4   | Ragnhild Haga         | 36       |
| 5   | Jevgenija Sjapovalova | 36       |

| Pl. | Namn                   | Tid     | VC-poäng |
| --- | ---------------------- | ------- | -------- |
| 1   | Tim Tscharnke          | 46.48,8 | 50       |
| 2   | Aleksej Poltoranin     | + 0,0   | 46       |
| 3   | Dario Cologna          | + 0,4   | 43       |
| 4   | Stanislav Volzjentsev  | + 0,7   | 40       |
| 5   | Aleksandr Bessmertnych | + 0,7   | 37       |
| 6   | Thomas Bing            | + 2,0   | 34       |
| 7   | Francesco De Fabiani   | + 3,2   | 32       |
| 8   | Martin Johnsrud Sundby | + 4,1   | 30       |
| 9   | Andrej Larkov          | + 4,5   | 28       |
| 10  | Dietmar Nöckler        | + 4,8   | 26       |

| Pl. | Namn                   | Tid       |
| --- | ---------------------- | --------- |
| 1   | Petter Northug         | 2.57.15,5 |
| 2   | Martin Johnsrud Sundby | + 3,1     |
| 3   | Calle Halfvarsson      | + 26,8    |
| 4   | Jevgenij Belov         | + 35,3    |
| 5   | Dario Cologna          | + 1.46,6  |

| Pl. | Namn                   | Sekunder |
| --- | ---------------------- | -------- |
| 1   | Petter Northug         | 118      |
| 2   | Calle Halfvarsson      | 87       |
| 3   | Martin Johnsrud Sundby | 85       |
| 4   | Jevgenij Belov         | 64       |
| 5   | Dario Cologna          | 57       |

| Pl. | Namn                   | Tid       |
| --- | ---------------------- | --------- |
| 1   | Petter Northug         | 2.57.15,5 |
| 2   | Martin Johnsrud Sundby | + 3,1     |
| 3   | Calle Halfvarsson      | + 26,8    |
| 4   | Jevgenij Belov         | + 35,3    |
| 5   | Dario Cologna          | + 1.46,6  |

| Pl. | Namn                   | Sekunder |
| --- | ---------------------- | -------- |
| 1   | Petter Northug         | 118      |
| 2   | Calle Halfvarsson      | 87       |
| 3   | Martin Johnsrud Sundby | 85       |
| 4   | Jevgenij Belov         | 64       |
| 5   | Dario Cologna          | 57       |

## Etapp 7
Val di Fiemme, Italien – 11 januari 2015
- I dessa avslutande jaktstarter räknas den med snabbast åktid som etappvinnare – inte den som går först i mål. Slutresultatet i Tour de Ski speglar däremot målgångsordningen och tidsavstånden på dessa jaktstarter.

| Pl. | Namn                  | Tid      | VC-poäng |
| --- | --------------------- | -------- | -------- |
| 1   | Therese Johaug        | 32.16,4  | 50       |
| 2   | Heidi Weng            | + 59,4   | 46       |
| 3   | Marit Bjørgen         | + 1.11,1 | 43       |
| 4   | Elizabeth Stephen     | + 1.13,5 | 40       |
| 5   | Eva Vrabcová-Nývltová | + 1.54,6 | 37       |
| 6   | Ragnhild Haga         | + 1.56,2 | 34       |
| 7   | Maria Rydqvist        | + 1.56,3 | 32       |
| 8   | Laura Orgué           | + 2.16,9 | 30       |
| 9   | Nicole Fessel         | + 2.20,3 | 28       |
| 10  | Teresa Stadlober      | + 2.30,5 | 26       |

| Pl. | Namn                   | Tid     | VC-poäng |
| --- | ---------------------- | ------- | -------- |
| 1   | Roland Clara           | 29.13,0 | 50       |
| 2   | Maurice Manificat      | + 2,1   | 46       |
| 3   | Martin Johnsrud Sundby | + 11,3  | 43       |
| 4   | Toni Livers            | + 16,9  | 40       |
| 5   | Simen Andreas Sveen    | + 24,8  | 37       |
| 6   | Jevgenij Belov         | + 30,2  | 34       |
| 7   | Chris Jespersen        | + 33,3  | 32       |
| 8   | Stanislav Volzjentsev  | + 33,4  | 30       |
| 9   | Dario Cologna          | + 34,4  | 28       |
| 10  | Niklas Dyrhaug         | + 39,6  | 26       |